# Кузьменков Сергій Георгійович
Кузьменков Сергій Георгійович (нар. 14 листопада 1952) — професор кафедри фізики та методики її навчання Херсонського державного університету.

## Освіта
- 1975 р. закінчив фізичний факультет Харківського національного університету ім. В. Н. Каразіна за спеціальністю Астрономія.
- 1986 р. захистив кандидатську дисертацію у Державному астрономічному інституті ім. П. К. Штернберга при МДУ ім. М. В. Ломоносова
- 2013 р. захистив докторську дисертацію у Київському національному університеті ім. Т. Г. Шевченко

Науковий ступінь, наукове звання: доктор педагогічних наук, кандидат фізико-математичних наук, професор
Тема дисертаційного дослідження на здобуття наукового ступеня кандидат фізико-математичних наук: "Застосування методу спекл-інтерферометрії для вимірювання подвійних зір та кутових діаметрів червоних гігантів".
Тема дисертаційного дослідження на здобуття наукового ступеня доктор педагогічних наук: Теоретико-методичні засади фундаменталізації підготовки майбутніх учителів астрономії
Робочий стаж:
1975 - 1986 рр. - молодший науковий співробітник астрономічної обсерваторії Харківського державного університету;
1989 - 1994 рр. - старший викладач кафедри методики викладання фізики;
1994 - 2008 рр. - заступник декана з навчальної роботи фізико-математичного факультету, доцент кафедри фізики.
2008 - 2013 рр. - докторант ХДУ.
з 2015 р - професор кафедри фізики та методики її навчання ХДУ.

## Підручники та монографії
- Кузьменков С. Г. Зорі: астрофізичні задачі з розв'язанням: навчальний посібник. - Київ: Освіта України, 2010. - 206 с.
- Кузьменков С. Г. Підготовка сучасного вчителя астрономії: Монографія. - Херсон: ХДУ, 2011. - 332 с.
- Кузьменков С. Г., Сокол І. В. Сонячна система: збірник задач: навчальний посібник. - Київ: Вища школа, 2007. – 168 с.
- Кузьменков С. Г. Збірник задач з теорії ймовірностей для фізиків. - Херсон: Видавництво ХДПУ, 2002. – 112 с.[1]